# سیارک ۲۴۰۸
سیارک ۲۴۰۸ (به انگلیسی: 2408 Astapovich، نامگذاری:1978QK1) دو هزار و چهارصد و هشتمین سیارک کشف شده‌است که در ۳۱ اوت ۱۹۷۸ کشف شد.
قدر مطلق سیارک برابر ۱۲٫۵۰ است.